# 三秀舎
株式会社三秀舎（さんしゅうしゃ）は、東京都千代田区内神田に本社を置く印刷会社。1900年（明治33年）創業。

## 歴史
1900年（明治33年）に嶋連太郎によって創立された。1909年（明治42年）には文芸同人誌『白樺』の印刷を開始し、武者小路実篤、志賀直哉、有島武郎らは原稿校正のために三秀舎に足しげく通った。また、他にも文芸雑誌『スバル』など多くの出版物を印刷し、志賀直哉、石川啄木らが原稿校正のために通った。『スバル』の編集発行人だった啄木の日誌には三秀舎が頻繁に登場する。平塚らいてうの自伝にも三秀舎が登場し、平塚は三秀舎の品質を高く評価している。2001年（平成13年）には創業100周年を迎えた。